# Promethean: The Created
Promethean: The Created je hororová hra z nového Světa temnoty, která nemá přímou analogii ve hrách ze starších edic. Svým námětem vychází především z příběhů o Frankensteinovi a jemu podobných, využívá ale také některé motivy ze starověkých mýtů, alchymie a moderního okultismu. Postavy hráčů se v ní vžívají do rolí Prométeanů, bytostí vytvořených z mrtvých těl a oživených pomocí mystického Božského ohně. Tato stvoření však postrádají jednu věc, a to duši. Její nabytí pro ně představuje tu nejvyšší možnou hodnotu. Hra se tak stává poutí za jejím získáním a pátráním po tom, co to vlastně znamená být člověkem.

## Knihy
- Promethean: The Created (srpen 2006)
- Pandora's Book (říjen 2006)
- Strange Alchemies (listopad 2006)
- Magnum Opus (únor 2007)
- Saturnine Night (březen 2007)